# Звёздная развалина: В начале Пирка
«Звёздная развалина: В начале Пирка» (англ. Star Wreck: In the Pirkinning) — финская кинопародия, созданная пятью друзьями в двухкомнатной квартире с небольшим бюджетом и поддержкой сотни фанов. Является седьмым из серии «Star Wreck» и первым профессионально сделанным и полнометражным фильмом. «Звёздная развалина: В начале Пирка» — тёмная фантастическая пародия на сериалы «Звёздный путь» и «Вавилон-5».
Оригинальную версию фильма можно было[уточнить] бесплатно скачать в проприетарных форматах через Интернет с официального сайта. Эта версия распространяется на условиях лицензии Creative Commons Nimeä-Epäkaupallinen-Ei muutettuja teoksia 1.0 Suomi (CC BY-ND-NC 1.0 Финляндия).

## Сюжет
Фильм начинается там, где заканчивается предыдущий, «Звёздная развалина 5: Затерянный контакт». Капитан Джеймс Б. Пирк застрял вместе со своим экипажем, коммандером Дварфом и коммандером Инфо, на Земле 2000 года. Жизнь у них идёт плохо. Дварф работает продавцом хотдогов, а Пирк забивает себя гамбургерами, тщетно пытаясь соблазнить женщин. Местоположение Инфо неизвестно.
Во время их пребывания в прошлом линия времени оказывается испорчена, так что Пирк решает восстановить её по-своему. Он обнаруживает звездолёт вульгаров (пародия на вулканцев), чей первый контакт был прерван вмешательством рок-звезды. Их корабль был продан русским. Обнаружив его на АЭС Чанистанья, Пирк провоцирует работников станции на революцию и на строительство нового звездолёта «Поткустарт» («Kickstart», «Старт пинком». досл.). С помощью русских и президента Ульянова П-флот возрождается по-новому как империя Пирка. Земля быстро попадает под правление Пирка, но примитивный уровень технологий нового флота не даёт ему распространить власть империи на другие планеты.
После того как Сергей Факов ненароком обнаруживает на краю Солнечной системы кротовую нору, у Пирка зарождается новая идея. Его жажда власти и недостаток здравомыслия ведут его через этот пространственно-временной тоннель, за которой он обнаруживает параллельную вселенную. В этой вселенной история пошла по совершенно иному пути, в результате которого люди пришли к технологиям аналогичным «Вавилону-5». Предвкушая захват, Пирк ненароком открывает свои намерения коменданту станции «Вафель-13», что приводит к битве насмерть с оборонными силами станции и посланным им на помощь флотом.
Несмотря на то, что дефлекторы П-флота отказываются работать в физических законах новой вселенной, Пирку всё же удаётся уничтожить оборонные корабли «Вафеля-13». Тогда командир станции, капитан Джонни К. Шеррипай, лестью, обманом и обещанием дать Пирку лишить Ивановицу девственности уговаривает Пирка захватить станцию вместо того чтобы уничтожить её.
Через несколько часов прибывает флот подкрепления во главе с «Экскаватором» (пародия на «Экскалибур» из «Крестового похода») под командованием Фестербестера (пародия на пси-полицейского Бестера). После отчаянной битвы «Поткустарт» оказывается сильно повреждён, и «Калинка», ведомая капитаном Факовым и Пирком, направляет «Поткустарт» на столкновение с «Экскаватором». Пока экипаж «Экскаватора» оправляется от столкновения, Пирк заходит сбоку и даёт залп фотонными торпедами по мостику корабля, убивая Фестербестера и уничтожая вражеский флагман.
После битвы от П-флота осталось лишь 5 кораблей не в лучшем состоянии. Но и флот «Вафеля-13» уничтожен, а оборонная система станции не действует. Тогда подвыпивший начальник безопасности станции Михаил Кэрибрэнди (пародия на Майкла Гарибальди) решает дестабилизировать реактор станции, чтобы уничтожить и себя и врага. Инфо замечает нестабильность реактора, и Пирк приказывает флоту отступать к дыре. Непутёвый Факов опять всё портит и не передаёт сообщение другим четырём кораблям, которые не успевают убежать от взрыва. Взрывная волна толкает «Калинку» через дыру обратно в родную вселенную, и корабль появляется в районе Земли и начинает на неё катастрофически быстро падать. Пирк, Дварф и Инфо телепортируются на поверхность планеты, оставляя Факова, лейтенанта Сваггер и всю остальную команду на верную смерть.
Но и трём «героям» не слишком везёт, — на Земле в Ледниковый период (по-видимому «герои» угодили в эпоху одного из оледенений прошлого или... будущего). Дварф рекомендует пристрелить друг друга, пока батареи их пистолетов ещё работают. Инфо говорит, что в выключенном состоянии сможет просуществовать 11 000 лет и предотвратить их неудачную попытку вторжения в другую вселенную. На этом варианте и решают остановиться. Но затем камера удаляется до орбиты Земли и показывает груду корабельных обломков, намекая на то, что они на самом деле находятся в будущем, где история человечества пришла к трагическому концу.

## Персонажи

### Члены П-флота
- Капитан/император Джеймс Б. Пирк (Самули Торссонен) — пародирует Джеймса Т. Кирка
- Коммандер Инфо (Антти Сатама) — пародирует Дэйту
- Коммандер Дварф (Тимо Вуоренсола) — пародирует Ворфа
- Сергей Факов (Янос Хонконен) — пародирует Павла Чехова

### Члены сил «Вафель-13»
- Капитан Джонни К. Шеррипай (Атте Йоутсен) — пародия на Джона Шеридана
- Коммандер Сьюзанна Ивановица (Сату Хелио) — пародия на Сьюзен Иванову
- Фестербестер (Янос Хонконен) — пародия на Альфреда Бестера и Мэтью Гидеона
- Шеф безопасности Михаил Кэрибрэнди (Яри Ахола) — пародия на Майкла Гарибальди

### Дополнительные персонажи
- Президент Ульянов (Кари Ваананен)
- Лейтенант Сваггер (Тиина Роутамаа) — пародирует всех офицеров-женщин в кинофантастике
- Посол Флаш — пародирует Коша

Следует упомянуть что один и тот же актёр играет Сергея Факова и Фестербестера, так как обоих прототипов этих персонажей сыграл Уолтер Кениг.

## Корабли
Корабли, использованные в фильме, являются почти точными копиями основных кораблей и истребителей из вселенных «Звёздного пути» и «Вавилона-5», но их названия были комически изменены. Название флагмана Пирка — однотипного «Энтерпрайзу-E» корабля — под названием «Поткустарт», переведено в английской версии как «Kickstart» (рус. Завести ногой). «Экскалибур» из «Крестового похода» был «переименован» в «Экскаватор». Истребители класса «Starfury» стали «Star Flurries» (рус. Звёздные ливни), а эсминцы класса «Омега» стали эсминцами класса «Амиго» и имеют пародирующие имена-омонимы: «Backgammon» (пародия на «Агамемнон»; рус. нарды) и «Appalling» (пародия на «Аполлон»; рус. ужасный). Другие названия эсминцев этого класса: «Маннергейм», «Эрнрут» и «Ильмаринен».
В сценах завоевания Земли можно увидеть российские танки, похожие на Т-80БВ но двухпушечные, — советские тяжелые танки из игры Red Alert.

## Имперская версия
«Star Wreck: In the Pirkinning: Imperial Edition» вышла 13 декабря 2006. В отличие от оригинала, эту версию можно приобрести лишь на DVD, и она распространяется Universal Pictures Nordic.
В Имперской версии единственными изменениями являются спецэффекты и модели кораблей. Создатели хотели заменить скопированный дизайн некоторых моделей кораблей на полностью свой оригинальный.